# Westland Marathon (schaatswedstrijd)
De Westland Marathon is een schaatswedstrijd en behoort tot de veertien natuurijsklassiekers die in Nederland op natuurijs worden gereden. De wedstrijd wordt onregelmatig (afhankelijk van de ijssituatie) gehouden. Start en finish zijn in Maasland. In 1946 werd er in Maasland een schaatsmarathon gehouden, toen nog onder de naam Tien dorpentocht. De 1e Westland Marathon vond plaats in 1991 en werd gewonnen door Marcel Kooy. De voorlopig laatste editie werd gereden op 2 januari 1997.

## Uitslagen
|    | Jaar | Datum      | Wedstrijd            | Mannen  | Mannen            | Mannen | Mannen  | Vrouwen  | Vrouwen          | Vrouwen | Vrouwen |
| Km | Jaar | Datum      | Wedstrijd            | Winnaar | Woonplaats        | Tijd   | Km      | Winnares | Woonplaats       | Tijd    |         |
| -- | ---- | ---------- | -------------------- | ------- | ----------------- | ------ | ------- | -------- | ---------------- | ------- | ------- |
| 1  | 1991 | 8 februari | 1e Westland Marathon | 104     | Marcel Kooy       |        | 3:22:58 | 56       | Petra Moolhuizen |         | 2:06:01 |
| 2  | 1996 | 9 februari | 2e Westland Marathon | 120     | Arnold Gaasenbeek |        |         | 60       | Baukje Bron      |         |         |
| 3  | 1997 | 2 januari  | 3e Westland Marathon | 100     | Ruud Borst        |        | 2:46:14 | 60       | Klasina Seinstra |         | 1:59:43 |

## Uitslagen andere schaatsmarathons in Maasland
|    | Jaar | Datum       | Wedstrijd                              | Mannen  | Mannen             | Mannen | Mannen  | Vrouwen  | Vrouwen             | Vrouwen | Vrouwen |
| Km | Jaar | Datum       | Wedstrijd                              | Winnaar | Woonplaats         | Tijd   | Km      | Winnares | Woonplaats          | Tijd    |         |
| -- | ---- | ----------- | -------------------------------------- | ------- | ------------------ | ------ | ------- | -------- | ------------------- | ------- | ------- |
| 1  | 1946 | 21 december | 1e Tien dorpentocht                    | 60      | Marinus Boekestijn |        | 2:22:00 |          |                     |         |         |
| 2  | 1950 | 28 januari  | 2e Tien dorpentocht                    | 60      | Nico Olsthoorn     |        |         |          |                     |         |         |
| 3  | 1950 | 2 februari  | 3e Tien dorpentocht                    | 60      | Jacob van der Lely |        | 2:31:00 |          |                     |         |         |
| 4  | 1955 | 2 maart     | Open kampioenschap gewest Zuid-Holland | 100     | Anton Verhoeven    |        | 3:39:14 |          |                     |         |         |
| 5  | 1956 | 11 februari | 4e Tien Dorpentocht                    | 60      | Anton Verhoeven    |        |         |          |                     |         |         |
| 6  | 1956 | 18 februari | Revanche Elfstedentocht                | 60      | Maus Wijnhout      |        | 2:23:15 |          |                     |         |         |
| 7  | 1963 | 10 januari  | 100 kilometer van Maasland             | 100     | Anton Verhoeven    |        | 2:23:15 |          |                     |         |         |
| 8  | 1976 | 5 februari  | Open kampioenschap gewest Zuid-Holland | 100     | Jan Visser         |        | 3:30:00 |          |                     |         |         |
| 9  | 1979 | 8 januari   | Open kampioenschap gewest Zuid-Holland | 100     | Frans Boon         |        | 3:04:00 | 40       | Lenie van der Hoorn |         |         |
| 10 | 1981 | 22 december | Open kampioenschap gewest Zuid-Holland | 100     | Jan Visser         |        | 3:20:22 | 40       | Lenie van der Hoorn |         |         |
| 11 | 1986 | 12 februari | Open kampioenschap gewest Zuid-Holland | 100     | Jos Pronk          |        |         | 40       | Joke van der Voort  |         |         |
| 12 | 1987 | 19 januari  | 100 kilometer van Maasland             | 120     | Jos Niesten        |        | 3:40:29 | 56       | Ingrid Paul         |         | 1:46:33 |
| 13 | 1993 | 5 januari   | Nederlands kampioenschap               | 98      | Erik Hulzebosch    |        | 2:57:12 | 60       | Alida Pasveer       |         | 2:01:54 |